# Michelle Coleman
Michelle Coleman (Vallentuna, Suécia, 31 de outubro de 1993) é uma nadadora sueca, especialista em estilo livre e costas.

Foi campeã europeia em  2014 e 2017, e campeã mundial em 2021.